# Protomyctophum
El género Protomyctophum son peces marinos de la familia de los mictófidos, distribuidos por aguas templadas y tropicales de todos los océanos del planeta.
Tienen tamaño pequeño, que oscila entre los 3'5 cm de P. beckeri y los 9'5 cm de P. choriodon.
Son especies batipelágicas de aguas profundas, de comportamiento oceanódromo, realizan migraciones verticales diarias subiendo durante la noche.

## Especies
Existen quince especies válidas en este género:
- Protomyctophum andriashevi Becker, 1963
- Protomyctophum arcticum (Lütken, 1892)
- Protomyctophum beckeri Wisner, 1971
- Protomyctophum bolini (Fraser-Brunner, 1949)
- Protomyctophum chilense Wisner, 1971
- Protomyctophum choriodon Hulley, 1981 - Mictófido de dientes separados.
- Protomyctophum crockeri (Bolin, 1939) - Linternilla luciérnaga.
- Protomyctophum gemmatum Hulley, 1981
- Protomyctophum luciferum Hulley, 1981
- Protomyctophum mcginnisi Prokófiev, 2005
- Protomyctophum normani (Tåning, 1932) - Mictófido de Tenison.
- Protomyctophum parallelum (Lönnberg, 1905)
- Protomyctophum subparallelum (Tåning, 1932)
- Protomyctophum tenisoni (Norman, 1930) - Mictófido de Norman.
- Protomyctophum thompsoni (Chapman, 1944)